# José Luis Fletes Santana
José Luis Fletes Santana (ur. 12 grudnia 1947 w Rancho Viejo de los Fletes) – meksykański duchowny rzymskokatolicki, w latach 2000–2003 biskup pomocniczy Meksyku.

## Życiorys
Święcenia kapłańskie przyjął 15 grudnia 1975. 29 stycznia 2000 został prekonizowany biskupem pomocniczym Meksyku ze stolicą tytularną Thunusuda. Sakrę biskupią otrzymał 4 marca 2000. 31 maja 2003 zrezygnował z urzędu.